# منتخب ألدرني لكرة القدم
منتخب ألدرني لكرة القدم هو منتخب غير عضو في الفيفا و اليويفا يمثل جزيرة آلدرني في جزر القنال الإنجليزي، ينافس هذا المنتخب في كأس موراتي فيس وفي دورة ألعاب الجزر.
لعب الفريق في كأس موراتي فيس، وهي مسابقة بدأت في عام 1905، حيث تلعب جزر القنال في ألديرني وجويرنسي وجيرسي ضد بعضها. وقد فاز ألديرني بالمنافسة مرة واحدة فقط، في عام 1920.